# Любша (авіабаза)
Авіабаза Любша — авіабаза України, розташована північніше Любши у 32 км на північ від Калуша. Це була база передового розгортання призначенна для використання у воєнний час. Злітно-посадкова смуга розміром 2200м x 26м. Має одну невелику паралельну руліжну доріжку, яка перебуває у поганому стані, та невеликий рамп.

## Історія
В 1970-х авіатори 179-го винищувального авіаційного полку Військово-Повітряних Сил СРСР відпрацьовували приземлення Су-9 на аеродром передового розгортання в Любші.